# Афанасьев, Владислав Петрович
Владислав Петрович Афанасьев (род. 21 августа 1937 года, Благовещенск, Дальневосточный край, РСФСР, СССР) — советский и российский художник, академик Российской академии художеств (2019). Заслуженный художник Российской Федерации (2010).

## Биография
Родился 21 августа 1937 года в Благовещенске, где живёт и работает.
В 1958 году — окончил живописно-педагогическое отделение Иркутского художественного училища.
В 2009 году — избран членом-корреспондентом, в 2019 году — академиком Российской академии художеств от Отделения Урал, Сибирь, Дальний Восток.
С 1980 году — член Союза художников СССР, с 2005 года — член Союза художников России.

## Творчество
Основные проекты и произведения:
- «Промысел в Беренговом проливе» х.,м. 160х110 см. (1970)
- «Перекочевка» х.,м. 150х90 см. (1975)
- «Разговор» х.,м. 150х105 см. (1975)
- «Скалы в Нунлигране» х.,м. 120х80 см.
- «Эскимосский танец». х.,м. 140х105 см. (1975)
- «Стоянка Эскимосов» х.,м. 130х90 см. (1980)
- «Анадырский залив» х.,м. 100х170 см. (1997)
- «Красная рыба» х.,м. 1154х105 см. (2010)
- «Золотая река Селемджа» х.,м. 135х90 см. (2017)

Произведения находятся в коллекциях музеев России и за рубежом.
С 1969 года постоянный участник различных выставок.

## Награды
- Орден «За заслуги в культуре и искусстве» (22 июня 2024 года) — за большой вклад в развитие отечественной культуры и искусства, многолетнюю плодотворную деятельность[1].
- Заслуженный художник Российской Федерации (14 июня 2010 года) — за заслуги в области изобразительного искусства[2].